# San Marco in Lamis
San Marco in Lamis is een plaats in de Italiaanse regio Apulië, in de provincie Foggia.
De geschiedenis van de plaats is vervlochten met die van het sanctuarium van Matteus (Italiaans: San Matteo). Het op een fort lijkende klooster dateert uit de 9de-10e eeuw. In de middeleeuwen bood het bescherming aan de dorpsbevolking wanneer er gevaar dreigde.
Het historisch centrum is middeleeuws, met lage huizen en smalle straatjes en doodlopende stegen. San Marco in Lamis is pas sinds de jaren tachtig uit gaan dijen. Daarvoor was het een klein agrarisch dorp. Het religieuze toerisme heeft de economie sterk aangewakkerd en veel nieuwe bewoners aangetrokken.
San Marco in Lamis ligt aan de rand het het Parco Nazionale del Gargano. Het kalkrijke bergland rondom de plaats telt vele grotten en dolinen. De Grotta di Montenero nabij het klooster is een van de mooiere exemplaren en telt honderden stalagmieten en stalagtieten.